# .google
.google là tên miền cấp cao nhất (TLD) của thương hiệu được sử dụng trong Hệ thống phân giải tên miền (DNS) của Internet. Được khởi động vào năm 2014 và được điều hành bởi Alphabet Inc., công ty mẹ của Google. Tên miền được chú ý bởi đây là một trong những gTLD đầu tiên được gắn liền với một thương hiệu cụ thể. Việc sử dụng TLD đầu tiên của công ty là với com.google, là một trang web về Ngày Cá tháng Tư lưu trữ các trò đùa về phiên bản Google Tìm kiếm được phản chiếu theo chiều ngang. Tên miền này hiện lưu trữ nhiều sản phẩm và dịch vụ của Alphabet Inc., đồng thời cũng có kế hoạch chuyển các sản phẩm khác của Alphabet sang .google.
Ngoài ra, Google cũng sở hữu miền .goog (đối với các trang web như partneradvantage.goog và pki.goog), .gmail (TLD thương hiệu liên quan đến dịch vụ Gmail), .gle (đối với các URL rút gọn như goo.gle và forms.gle), .chrome (đối với các trang web như apps.chrome và máy chủ mục tiêu của Ứng dụng Chrome được lưu trữ như calculator.apps.chrome) và .youtube (đối với các trang web như about.youtube và blog.youtube).
Các TLD .chrome, .gle, .gmail, .google và .youtube đều đã được đưa vào danh sách tải trước HSTS; kết quả là các trình duyệt web phổ biến sẽ chỉ kết nối với một trang web thuộc một trong những miền đó bằng HTTPS.